# Genk
Genk is een stad met rol als centrumstad in de Belgische provincie Limburg. Het is de hoofdplaats van het kieskanton en het gerechtelijk kanton Genk. De stad telt meer dan 67.000 inwoners en is een van de belangrijkste industriële steden van Vlaanderen. In het verleden waren er drie steenkoolmijnen en later werd haar ligging aan autosnelweg E314 en het Albertkanaal economisch belangrijk. Genk verwierf in 1999 de stadstitel. Ze grenst aan Hasselt, Zutendaal, Oudsbergen, Houthalen-Helchteren, Zonhoven, Diepenbeek, Bilzen en As.

## Toponymie
De naam Genk wordt voor het eerst vermeld in een schenkingsakte van 13 december 1108, als "Geneche". De oorsprong van deze naam is onduidelijk. Men vermoedt dat het een samentrekking is van de Germaanse persoonsnaam "Ghan" en het Latijnse achtervoegsel "-acum" "(woonplaats), ofwel het Germaanse "-eck" (eik).

## Geschiedenis
Reeds in het neolithicum was de omgeving van Genk bewoond: in 1812 werden stenen bijlen en pijlpunten uit deze tijd opgegraven. Ongeveer 500 v.Chr. bestond er een Keltische nederzetting. De Romeinen hebben hier vermoedelijk niet veel vertoefd: er zijn geen Romeinse bodemvondsten aangetroffen. Bij de bron van de Stiemerbeek werden vroeg-Frankische resten aangetroffen, zoals brandgraven met urnen. Het dorp werd gekerstend in de Frankische tijd. Dit geschiedde vermoedelijk vanuit de Abdij van Munsterbilzen. Uit deze tijd (omstreeks 800) werd een houten zaalkerkje teruggevonden, vlak bij de plaats waar de huidige Sint-Martinuskerk staat. Genk bleef bijna 800 jaren lang een landelijk gehucht (in het Latijn: "vicus") met 200 à 500 inwoners. De kern Genk bleef het centrum van een aantal andere gehuchten die om Genk heen lagen maar geen eigen centrum van betekenis hadden: Winterslag, Gelieren, Waterschei, het gehucht Langerlo, Camerlo, en Sledderlo.
Vermoedelijk behoorde Genk met omgeving al in de 11e eeuw tot het Graafschap Loon, en vanaf 1366 tot het Prinsbisdom Luik.
Tijdens de 17e eeuw werden diverse schansen aangelegd, een voor Genk zelf (Dorpsschans), en verder schansen in Winterslag, Gelieren, Sledderlo, Langerlo, Terboekt, en Waterschei. Hier kon de bevolking zich terugtrekken als vreemde troepen het land onveilig maakten. Berucht was de Slag van Sint-Nicolaasdag 1648 op de Donderslagse Heide ten noorden van Genk. Hierbij leverden burgersoldaten (huyslieden) slag tegen rondzwervende Lotharingse troepen, waarbij ook 42 Genkenaren het leven lieten.
Pas in 1753 werd Genk in leen gegeven. De eerste heer was De Grady De Groenendael. In deze tijd waren de bokkenrijders actief, en ook Genk werd hierdoor geteisterd.
Tijdens de beloken tijd, eind 18e eeuw, kreeg Genk de bijnaam Heilig Genk, omdat de Genkenaren hun priesters lieten onderduiken. Ook wisten ze twee van de vier klokken veilig te stellen. De andere twee werden door de Fransen omgesmolten tot wapentuig.
Genk bleef echter lange tijd een kleine plaats. In 1900 had het, tezamen met zijn gehuchten, slechts 2437 inwoners.

### Landschapsschilderskolonie
De rust en het onaangeroerde landschap zorgden dat rijke burgers uit Brussel en Antwerpen, maar ook kunstenaars, vooral landschapschilders waaronder Willem Roelofs, Edmond Tschaggeny, François Roffiaen, Isidore Verheyden, Joseph Coosemans (zie zijn Moeras te Genck), Anna Boch, Emile Van Doren, Armand Maclot, Willy Minders, Ludovic Janssen en anderen naar het hart van de Limburgse Kempen trokken, op zoek naar inspiratie. De eerste schilders arriveerden in de jaren 1840. Hôtel de la Cloche was de geliefde verblijfplaats van de schilders van de eerste twee generaties, later aangevuld met Hôtel des Artistes van schilder Emile Van Doren. Door de grote toestroom van landschapsschilders - enkele honderden op amper een eeuw tijd- spreekt men soms van een Genkse School. Niet alleen schilders zochten Genk op ook schrijvers als Emile Verhaeren, Camille Lemonnier en Prosper Van Langendonck vonden inspiratie in het uitgestrekte, haast eindeloze landschap. De Nederlandse schrijfster Neel Doff vond onderdak in de gemeente in de villa Chalet des Houx op een heuvel in de Nieuwstraat; de villa is inmiddels afgebroken.

### Nieuwe tijd
In de 20e eeuw zou Genk zeer sterk groeien door massale immigratie van buitenaf en het buitenland.
Op 2 augustus 1901 ontdekte de Luikse professor André Dumont in het buurdorp As een steenkoollaag. In 1902 vond men ook in Genk steenkool. Men begon met de aanleg van drie steenkoolmijnen op Genks grondgebied. Op 3 juni 1914 om half twee 's middags werd de eerste steenkool bovengehaald. Niet lang daarna opende de mijn van Winterslag en even later de mijnen van Waterschei en Zwartberg.
Terwijl Genk in 1920 nog maar 6276 inwoners had, telde de gemeente in 1930 al 24.574 inwoners. De nieuwe inwoners waren voornamelijk ingeweken mijnarbeiders. Genk kende door het mijnverleden drie immigratiegolven: in de jaren 20-30 uit Polen en Oekraïne, daarna uit Italië, Griekenland, Spanje en Portugal en vanaf 1964 uit Turkije en Marokko. Hierdoor is ongeveer 54% van de burgers van allochtone afkomst. De Italiaanse gemeenschap is de grootste en omvat ongeveer 10.000 personen. In Genk zijn zo'n 100 nationaliteiten te vinden.
Het multiculturele karakter komt ook tot uiting in diverse culturele en religieuze instellingen: Genk telt vier Turkse moskeeën, drie Marokkaanse moskeeën, een Italiaanse katholieke kerk (de Sacra Familia), een Italiaanse protestantse kerk, een Oekraïens-Orthodoxe kerk, een Oekraïens-Katholieke kerk en een Grieks-Orthodoxe kerk (migrantenkerken).
De jaren zestig waren crisisjaren voor de steenkoolnijverheid. In 1966 sloot de mijn van Zwartberg als eerste. In 1987 sloot de mijn van Waterschei en in 1988 volgde die van Winterslag. Dankzij de gunstige ligging, nabij de E314 en langs het Albertkanaal, vestigden zich grote bedrijven in de gemeente, zoals de autoconstructeur Ford. De Fordfabriek sloot in 2014.
Niettemin is Genk uitgegroeid tot de tweede stedelijke agglomeratie van Belgisch-Limburg.

## Geografie

### Stadsdelen en wijken
Genk telt een dertigtal wijken die opgedeeld worden in de volgende acht stadsdelen:
- Genk Centrum: Genk Centrum, Molenblook, Genk-Centrum-Noord
- Genk-Midden: Bokrijk, Hasseltweg, Oud-Termien, Nieuw-Termien, Vlakveld, d’Ierd
- Genk-Noord: Zwartberg-Noord, Zwartberg-Zuid, Nieuwe Kempen, Hoevenzavel, Heideblook, Nieuw-Driehoeven, Oud-Driehoeven
- Genk-Oost: Waterschei-Noord, Waterschei-Zuid, Oud-Waterschei, Nieuw-Texas
- Genk-Zuid: Nieuw-Sledderlo, Oud-Sledderlo, industrieterrein Genk-Zuid
- Kolderbos-Langerlo-Camerlo
- Bret-Gelieren-Kattevennen
- Genk West: Winterslag 1, Winterslag 2, Winterslag 4, Oud-Winterslag, Boxbergheide

## Demografie

### Demografische evolutie
- Bron:NIS - Opm:1831 t/m 1981=volkstellingen op 31 december; vanaf 1990= inwonertal per 1 januari

| Inwoners van jaar tot jaar op 1 januari 1992 tot heden | Inwoners van jaar tot jaar op 1 januari 1992 tot heden | Inwoners van jaar tot jaar op 1 januari 1992 tot heden |
| jaar                                                   | Aantal                                                 | Evolutie: 1992=index 100                               |
| ------------------------------------------------------ | ------------------------------------------------------ | ------------------------------------------------------ |
| 1992                                                   | 61.589                                                 | 100,0                                                  |
| 1993                                                   | 61.765                                                 | 100,3                                                  |
| 1994                                                   | 61.825                                                 | 100,4                                                  |
| 1995                                                   | 61.996                                                 | 100,7                                                  |
| 1996                                                   | 62.142                                                 | 100,9                                                  |
| 1997                                                   | 62.336                                                 | 101,2                                                  |
| 1998                                                   | 62.524                                                 | 101,5                                                  |
| 1999                                                   | 62.654                                                 | 101,7                                                  |
| 2000                                                   | 62.942                                                 | 102,0                                                  |
| 2001                                                   | 62.860                                                 | 102,1                                                  |
| 2002                                                   | 62.949                                                 | 102,2                                                  |
| 2003                                                   | 63.197                                                 | 102,6                                                  |
| 2004                                                   | 63.550                                                 | 103,2                                                  |
| 2005                                                   | 63.607                                                 | 103,3                                                  |
| 2006                                                   | 63.787                                                 | 103,6                                                  |
| 2007                                                   | 64.095                                                 | 104,1                                                  |
| 2008                                                   | 64.297                                                 | 104,4                                                  |
| 2009                                                   | 64.527                                                 | 104,8                                                  |
| 2010                                                   | 64.757                                                 | 105,1                                                  |
| 2011                                                   | 64.987                                                 | 105,5                                                  |
| 2012                                                   | 65.264                                                 | 106,0                                                  |
| 2013                                                   | 65.224                                                 | 105,9                                                  |
| 2014                                                   | 65.399                                                 | 106,2                                                  |
| 2015                                                   | 65.463                                                 | 106,3                                                  |
| 2016                                                   | 65.691                                                 | 106,7                                                  |
| 2017                                                   | 65.986                                                 | 107,1                                                  |
| 2018                                                   | 66.110                                                 | 107,3                                                  |
| 2019                                                   | 66.227                                                 | 107,5                                                  |
| 2020                                                   | 66.447                                                 | 107,9                                                  |
| 2021                                                   | 66.673                                                 | 108,3                                                  |
| 2022                                                   | 67.009                                                 | 108,8                                                  |
| 2023                                                   | 67.573                                                 | 109,7                                                  |
| 2024                                                   | 67.877                                                 | 110,2                                                  |
| 2025                                                   | 68.058                                                 | 110,5                                                  |

## Politiek

### Structuur
De stad Genk ligt in het kieskanton Genk (dat identiek is aan het provinciedistrict Genk) en het kiesarrondissement Hasselt-Tongeren-Maaseik (identiek aan de kieskring Limburg).
| Genk             | Genk             | Supranationaal         | Nationaal                         | Nationaal          | Gemeenschap       | Gewest            | Provincie         | Arrondissement           | Provinciedistrict | Kanton          | Gemeente        |
| ---------------- | ---------------- | ---------------------- | --------------------------------- | ------------------ | ----------------- | ----------------- | ----------------- | ------------------------ | ----------------- | --------------- | --------------- |
| Administratief   | Niveau           | Europese Unie          | België                            | België             | Vlaanderen        | Vlaanderen        | Limburg           | Hasselt                  | Hasselt           | Hasselt         | Genk            |
| Administratief   | Bestuur          | Europese Commissie     | Belgische regering                | Belgische regering | Vlaamse regering  | Vlaamse regering  | Deputatie         | Deputatie                | Deputatie         | Deputatie       | Gemeentebestuur |
| Administratief   | Raad             | Europees Parlement     | Kamer van volksvertegenwoordigers | Vlaams Parlement   | Vlaams Parlement  | Vlaams Parlement  | Provincieraad     | Provincieraad            | Provincieraad     | Provincieraad   | Gemeenteraad    |
| Kiesomschrijving | Kiesomschrijving | Nederlands Kiescollege | Kieskring Limburg                 | Kieskring Limburg  | Kieskring Limburg | Kieskring Limburg | Kieskring Limburg | Hasselt-Tongeren-Maaseik | Genk              | Genk            | Genk            |
| Verkiezing       | Verkiezing       | Europese               | Federale                          | Federale           | Vlaamse           | Vlaamse           | Provincieraads-   | Provincieraads-          | Provincieraads-   | Provincieraads- | Gemeenteraads-  |

### Geschiedenis

#### (Voormalige) Burgemeesters
| Tijdspanne | Tijdspanne   | President Municipale Raad       |
| ---------- | ------------ | ------------------------------- |
|            | 1796 - 1799  | Tilmanus Remans                 |
|            | 1799 - 1801  | Hubert Reyskens                 |
| Tijdspanne | Tijdspanne   | Maire                           |
|            | 1801 - 1805  | Hubert Reyskens                 |
|            | 1805 - 1808  | Gerardus Beurkens               |
|            | 1808 - 1813  | Guillaume Lantmeeters           |
| Tijdspanne | Tijdspanne   | Burgemeester                    |
|            | 1813 - 1831  | Guillaume Lantmeeters           |
|            | 1831 - 1842  | Gerard Remans (1806 - 1889)     |
|            | 1843 - 1854  | Pieter Houben (1784 - 1864)     |
|            | 1855 - 1895  | Jan Lantmeeters (1826 - 1907)   |
|            | 1896 - 1905  | Pieter Jan Houben (1842 - 1905) |
|            | 1905 - 1926  | Jules Lantmeeters (1875 - 1935) |
|            | 1927 - 1942  | Jozef Lantmeeters (UCB)         |
|            | 1942 - 1944  | Jozef Olaerts (VNV)             |
|            | 1944 - 1946  | Jozef Lantmeeters (CVP)         |
|            | 1947 - 1976  | Gerard Bijnens (CVP)            |
|            | 1977 - 1986  | Louis Gaethofs (*1933, CVP)     |
|            | 1987 - 2009  | Jef Gabriels (CVP / CD&V)       |
|            | 2009 - heden | Wim Dries (CD&V)                |

#### Legislatuur 2007 - 2012
In de aanloop naar de verkiezingen sloten sp.a, Groen! en enkele onafhankelijke kandidaten een kartel onder de naam PRO-Genk. De meerderheid van het Valentijnskartel CD&V-N-VA werd echter (nipt) niet gebroken. Het kartel had 180 stemmen op overschot voor een meerderheid.

#### Legislatuur 2013 - 2018
Burgemeester is Wim Dries (CD&V). Hij leidt een coalitie bestaande uit CD&V en PRO-Genk. Samen vormen ze de meerderheid met 25 op 39 zetels.

#### Legislatuur 2019 - 2024
Wim Dries (CD&V) bleef burgemeester. Zijn partij CD&V ging in zee met PRO-Genk. Samen vormden ze de meerderheid met 23 op 39 zetels.

#### Legislatuur 2024 - 2030
Wim Dries (CD&V) bleef burgemeester. Zijn partij CD&V vormde een coalitie met het kartel Vooruit-Groen. Beide lijsten vormen een meerderheid van 22 op 39 zetels.

#### Schepencollege
| Functie en bevoegdheden | Naam                   | Partij | Partij        |
| --- | ---------------------- | ------ | ------------- |
| Burgemeester Veiligheid, beleidscoördinatie en innovatie, coördinatie armoede, interne stafdiensten en ICT                         | Wim Dries              |        | CD&V          |
| Eerste schepen Talenontwikkeling en opgroeien (kinderopvang en onderwijs)                                                          | Anniek Nagels          |        | CD&V          |
| Tweede schepen Openbare werken, duurzaamheid, mobiliteit en evenementen                                                            | Karel Kriekemans       |        | CD&V          |
| Derde schepen Cultuur, samenleven, mondiaal beleid en erediensten                                                                  | Harun Solak            |        | CD&V          |
| Vierde schepen Technische uitvoerende diensten                                                                                     | Erhan Yilmaz           |        | CD&V          |
| Vijfde schepen Sport, economie en financiën                                                                                        | Kathleen Parthoens     |        | CD&V          |
| Zesde schepen Wijken, participatie en jeugd                                                                                        | Allessandro Cucchiapra |        | Vooruit-Groen |
| Zevende schepen Werk, sociale economie en wonen                                                                                    | Mustafa Harraq         |        | CD&V          |
| Achtste schepen Welzijn en gelijke kansen, dienstverlening en voorzitter van het het Bijzonder Comité van de Sociale Dienst (BCSD) | Sara Roncada           |        | CD&V          |

#### Resultaten gemeenteraadsverkiezingen sinds 1976
| Partij of kartel     | Partij of kartel                                        | 10-10-1976 | 10-10-1976 | 10-10-1982 | 10-10-1982 | 9-10-1988 | 9-10-1988 | 9-10-1994 | 9-10-1994 | 8-10-2000 | 8-10-2000 | 8-10-2006 | 8-10-2006 | 14-10-2012 | 14-10-2012 | 14-10-2018 | 14-10-2018 | 13-10-2024 | 13-10-2024 |
| Stemmen / Zetels     | Stemmen / Zetels                                        | %          | 37         | %          | 39         | %         | 39        | %         | 39        | %         | 39        | %         | 39        | %          | 39         | %          | 39         | %          | 39         |
| -------------------- | ------------------------------------------------------- | ---------- | ---------- | ---------- | ---------- | --------- | --------- | --------- | --------- | --------- | --------- | --------- | --------- | ---------- | ---------- | ---------- | ---------- | ---------- | ---------- |
|                      | PVDA1/ PVDA+2                                           | 1,831      | 0          | 5,081      | 1          | 3,021     | 0         | 2,81      | 0         | 3,621     | 0         | 5,552     | 1         | 8,842      | 3          | 4,91       | 1          | 7,01       | 2          |
|                      | SP1/ PRO-GenkB/ Vooruit-GroenC                          | 15,561     | 5          | 20,81      | 9          | 20,881    | 9         | 14,961    | 6         | 16,041    | 6         | 23,64B    | 10        | 16,77B     | 7          | 12,0B      | 5          | 10,5C      | 3          |
|                      | Agalev1/ PRO-GenkB/ Groen2/ Vooruit-GroenC              | -          |            | 3,161      | 0          | 3,171     | 0         | 7,461     | 2         | 5,631     | 1         | 23,64B    | 10        | 16,77B     | 7          | 3,52       | 0          | 10,5C      | 3          |
|                      | PVV1/ VLD2/ VLD-VIVANT3/ Open Vld Iedereen4/ Open Genk5 | 4,971      | 1          | 4,951      | 1          | 13,571    | 5         | 10,362    | 4         | 14,362    | 6         | 8,533     | 2         | 4,404      | 1          | 3,25       | 0          | -          |            |
|                      | CVP1 / CD&V+N-VAA / CD&V2                               | 55,421     | 23         | 45,471     | 20         | 48,531    | 22        | 46,921    | 22        | 46,011    | 21        | 45,64A    | 20        | 41,012     | 18         | 38,62      | 18         | 43,22      | 19         |
|                      | VU1/ NIEUW2/ VU&ID3/ CD&V+N-VAA/ N-VA4                  | 21,531     | 8          | 19,681     | 8          | 8,441     | 3         | 7,522     | 2         | 4,283     | 1         | 45,64A    | 20        | 18,214     | 7          | 27,64      | 12         | 30,14      | 13         |
|                      | Vlaams Blok1/ Vlaams Belang2                            | -          |            | 0,871      | 0          | 2,241     | 0         | 9,091     | 3         | 10,061    | 4         | 16,642    | 6         | 9,312      | 3          | 9,32       | 3          | 8,52       | 2          |
| Anderen(*)           | Anderen(*)                                              | 0,69       | 0          | -          |            | 0,15      | 0         | 0,89      | 0         | -         |           | -         |           | 1,46       | 0          | 1,0        | 0          | 0,8        | 0          |
| Totaal stemmen       | Totaal stemmen                                          | 26383      | 26383      | 29161      | 29161      | 31173     | 31173     | 32186     | 32186     | 36982     | 36982     | 39896     | 39896     | 41011      | 41011      | 43735      | 43735      | 30401      | 30401      |
| Opkomst %            | Opkomst %                                               |            |            |            |            | 96,41     | 96,41     | 94,56     | 94,56     | 94,24     | 94,24     | 95,01     | 95,01     | 92,43      | 92,43      | 92,6       | 92,6       | 62,7       | 62,7       |
| Blanco en ongeldig % | Blanco en ongeldig %                                    | 3,59       | 3,59       | 5          | 5          | 5,08      | 5,08      | 4,15      | 4,15      | 2,84      | 2,84      | 3,7       | 3,7       | 3,0        | 3,0        | 2,8        | 2,8        | 0,5        | 0,5        |

De zetels van de gevormde meerderheid staan vetjes afgedrukt. De grootste partij is in kleur.
De rode cijfers naast de gegevens duiden aan onder welke naam de partijen telkens bij een verkiezing opkwamen.
 (*) 1976: KPB / 1988: SAP-KP / 1994: W.O.W. / 2012: Genk Anders / 2018: Genk Anders / 2024: Genk Anders

## Bezienswaardigheden

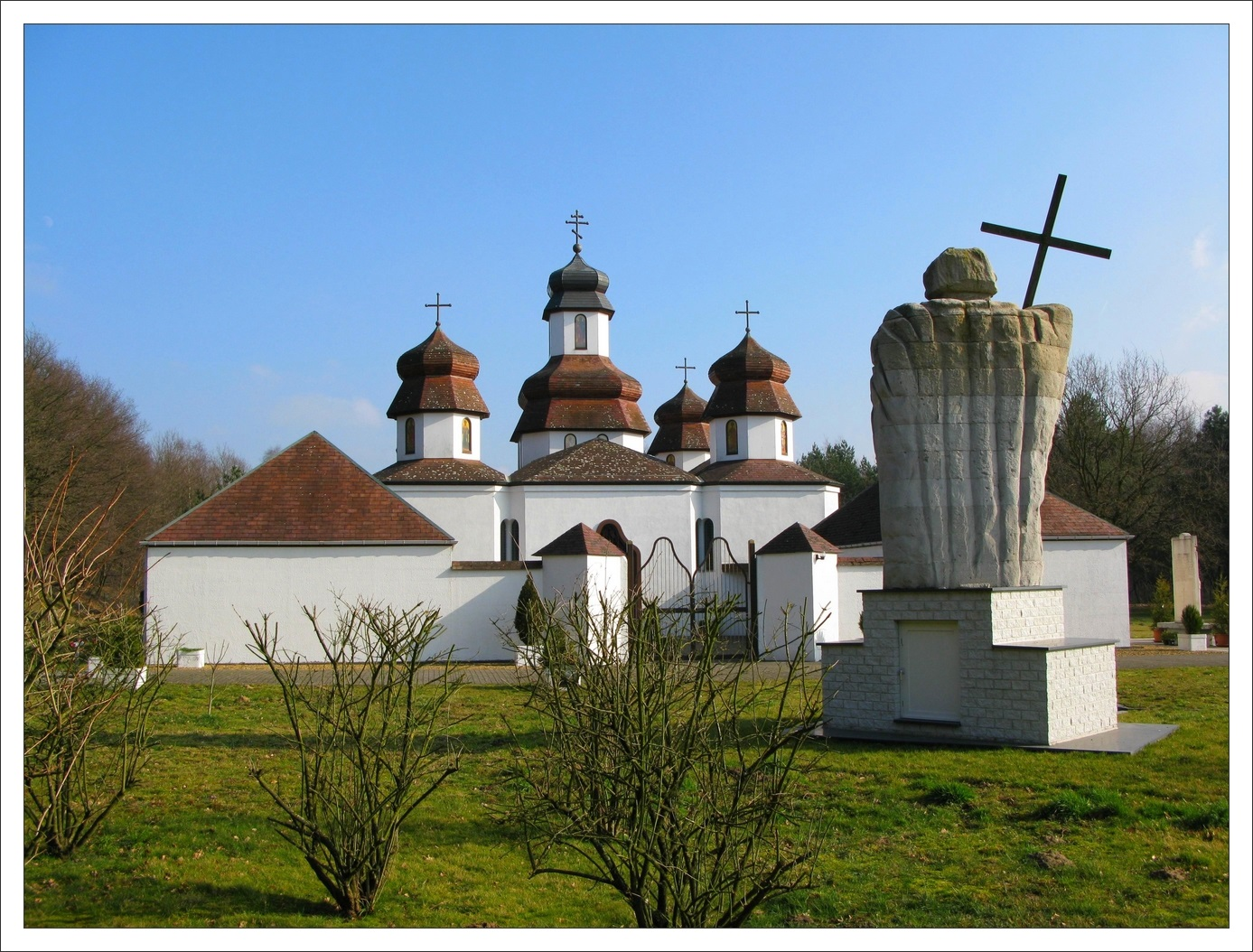
Oekraïens-Orthodoxe kerk Aartsengel Michaël

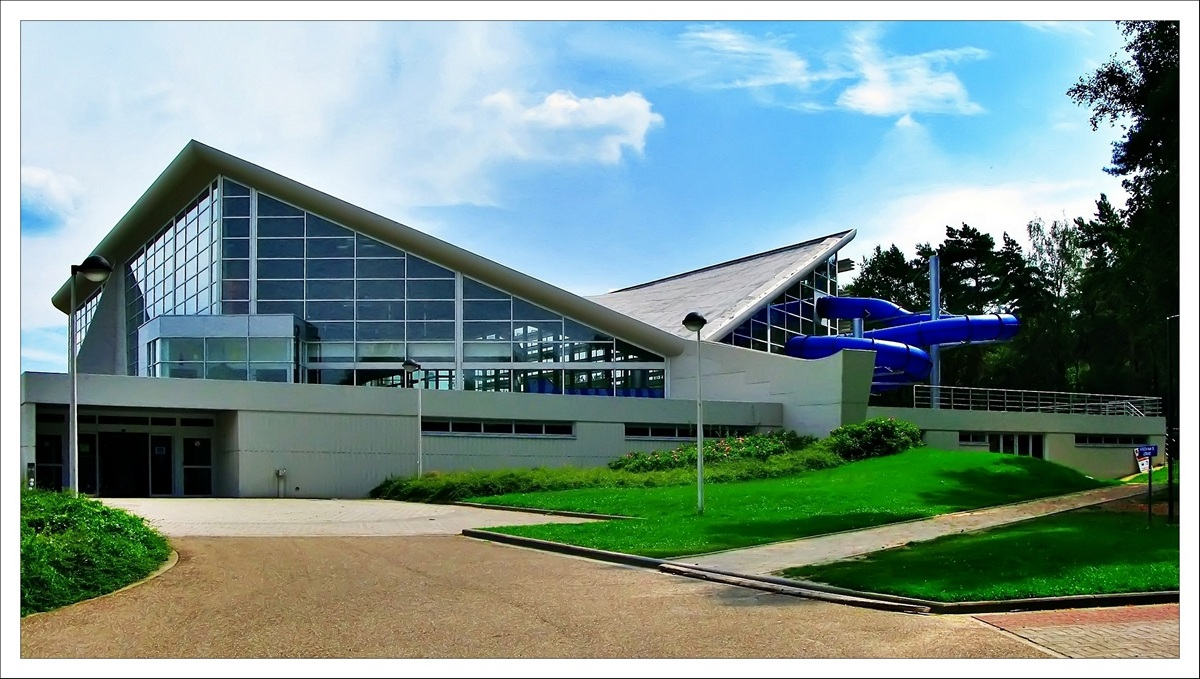
Stedelijk Sportcentrum, ontworpen door Isia Isgour en André Paduart

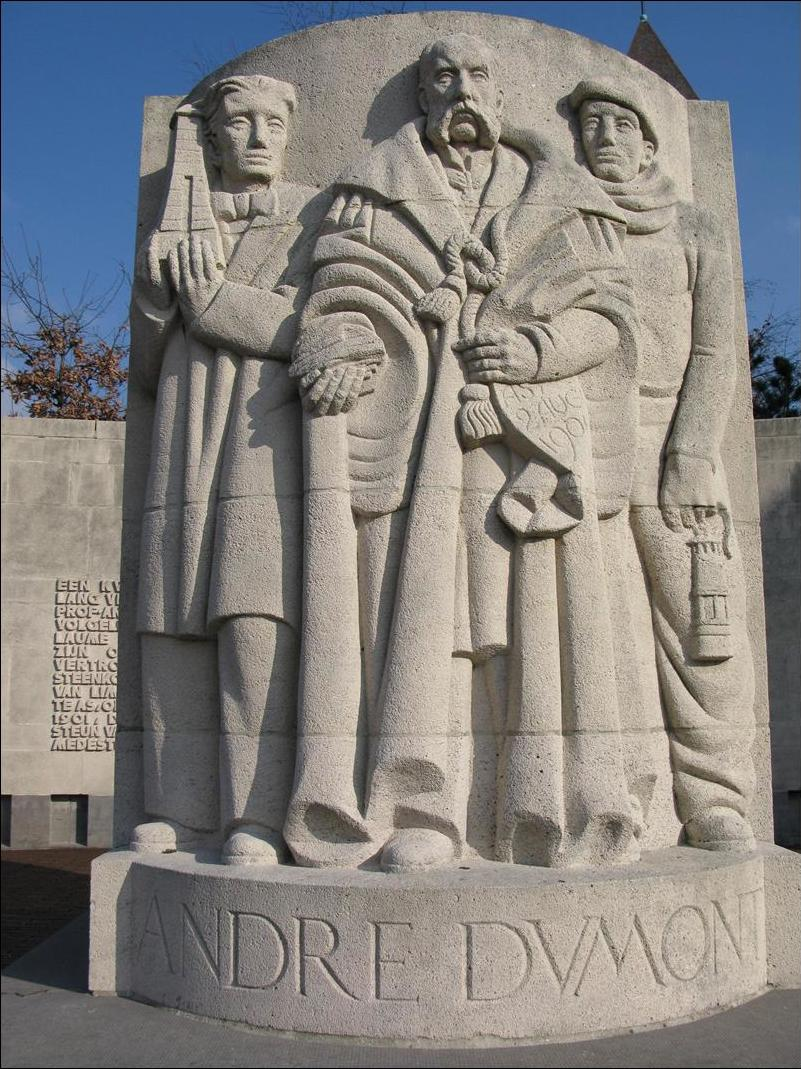
Monument André Dumont

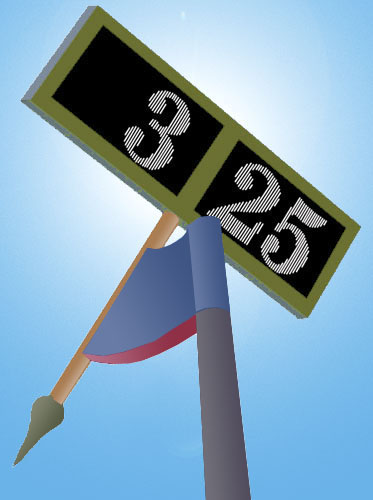
Digitale zonnewijzer in het zonnewijzerpark (Molenvijverpark)

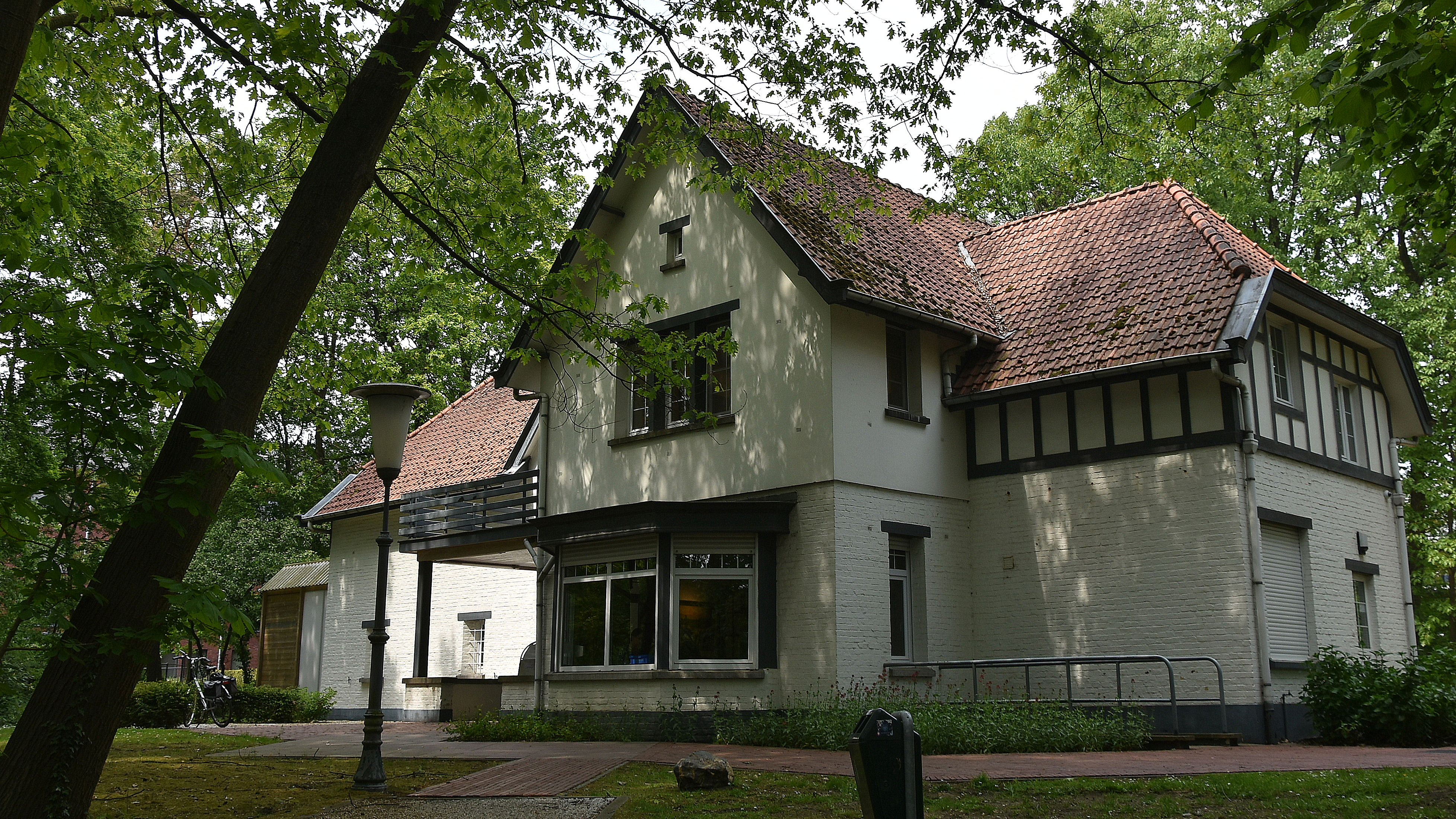
Het Emile Van Dorenmuseum

- Het domein van Bokrijk, met het openluchtmuseum en Kasteel van Bokrijk
- De mijngebouwen, al dan niet met een nieuwe bestemming en mijncités
- Verscheidene kerken en moskeeën, waaronder:
  - De Sint-Martinuskerk in Genk-centrum,
  - De Heilig Hartkerk in Winterslag
  - De Christus Koningkerk in Waterschei
  - De Sint-Albertuskerk in Zwartberg
  - De Aartsengel Michaëlkerk, een Oekraïens-Orthodoxe kerk
  - De Oekraïens-katholieke kerk
  - De Yunus Emre-moskee in Sledderlo
- Het Molenvijverpark met in het Zonnewijzerpark twaalf unieke zonnewijzers en het Heempark
- Het Heempark Genk
- De nog steeds werkende Slagmolen op de Stiemerbeek, het oudste beschermde monument van de stad Genk.
- De Dorpsmolen bij het Molenvijverpark, nu een restaurant
- Het Stalengoed met de resten van een 14e-eeuwse donjon
- De moderne Hoofd-bibliotheek van Genk.
- Het modernistische SportinGenk Park van architect Isia Isgour.
- Labiomista, atelier en kunstcentrum met Cosmopolitan Culture Park van kunstenaar Koen Vanmechelen in Zwartberg.
- Diverse beelden en monumenten, zoals:
  - Het André Dumontmonument, op het plein voor de Sint-Martinuskerk.
  - De Heimaaier, bronzen beeld door Jan Withofs, uit 1986, sinds 2009 in Heempark, Hoogzij 7.
  - Hulde aan de Mijnwerker, door Raf Mailleux, uit 1990, op het Kerkplein te Winterslag, toont een boer die mijnwerker werd.
  - Mijnwerker, uit 1996, ter gelegenheid van de 50e verjaardag van het verdrag tussen België en Italië inzake de komst van Italiaanse mijnwerkers, voor de Sint-Albertuskerk te Zwartberg.

## Cultuur

### Musea
- Emile Van Dorenmuseum, ondergebracht in villa Le Coin Perdu met een indrukwekkende collectie landschapsschilderijen van onder andere Emile Van Doren, Joseph Coosemans, Alphonse Asselbergs, Herman Richir, Armand Maclot, Jan Habex en vele anderen.
- Het Openluchtmuseum in Domein Bokrijk.
- Het Europlanetarium Genk - Cosmodrome, bij het Domein Kattenvennen.

### Evenementen

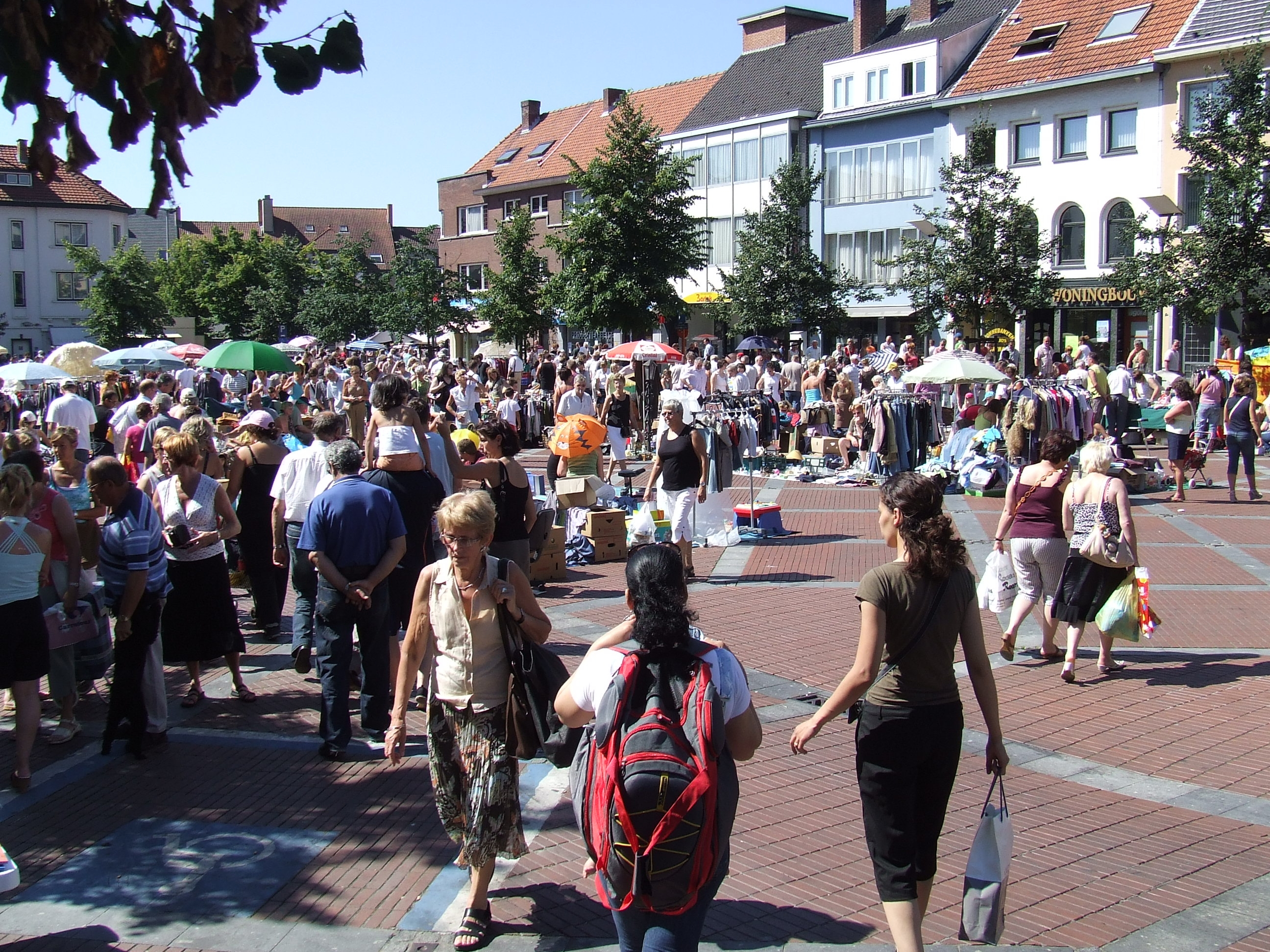
Limburgse zondagsmarkt

- Genk on Stage is met ruim 100.000 bezoekers een van de grotere Belgische muziekfestivals. Het is een gratis en driedaags muziekevenement. Het festival ontstond in 1982 onder impuls van de Genkse Jonge Economische Kamer (Jaycees) onder de benaming Swingin’ Genk.
- Het exotische muziekfestival Afro-Latino Festival vindt sedert 2022 plaats in Genk, meer bepaald op het Thorpark in Waterschei. In 2024 was op het Thorpark ook de eerste editie van het muziekfestival Thor Park Live.
- Begin augustus vindt het Absolutely Free Festival plaats aan C-Mine in Winterslag. Het tweedaagse gratis openluchtfestival focust op vernieuwende rockgeoriënteerde popmuziek.
- De jaarlijkse rommelmarkt, gekend onder de benaming Limburgse Zondagsmarkt, vindt elke zondag in de grote vakantie plaats en is tegenwoordig de grootste van Vlaanderen. Ook dit evenement vond in 1978 zijn oorsprong bij de Genkse Jonge Economische Kamer (Jaycees).
- De jaarlijkse internationale carnavalstoet op de zaterdag van het carnavalsweekend, is een van de grotere stoeten van België.
- De 1-meistoet 'O-parade' is een grote stoet waar niet zoals bij carnaval snoep maar wel bloemen uit de praalwagens worden gegooid. Tegelijkertijd is er dan de jaarlijkse kermis, die tegenwoordig de laatste dagen van april en de eerste van mei plaatsvindt. Naast de 1-meistoet vindt op 1 mei eveneens de jaarmarkt plaats, is er een grote rommelmarkt, een bloemenstoet met voorstelling van de Genkse meikoningin, en in de avond is er ook altijd een groot vuurwerkspektakel.
- In het weekend rond 11 november vindt jaarlijks de Sint-Martinusstoet plaats ter ere van Sint-Martinus, de patroonheilige van de stad.
- C-mine Jazz is het jaarlijkse jazz evenement van C-mine Cultuurcentrum
- Theater In Het Zadel is een evenement van C-mine Cultuurcentrum
- Van begin juni tot eind september 2012 was Genk gastheer van Manifesta, de Europese biënnale voor hedendaagse kunst.

### Media
- Genk heeft een eigen lokale radio, Radio GRK.
- De docusoap De Wellnesskliniek met in de hoofdrol plastisch chirurg Jeff Hoeyberghs werd in Genk gedraaid.
- C-mine was ook het decor voor de derde film van Mega Mindy.
- Vanaf 1 maart 2012 werd de VTM-serie Danni Lowinski uitgezonden op de televisie. Deze serie werd opgenomen in Genk.
- Bokrijk was het decor voor de Eén-serie In Vlaamse Velden.
- Het Ketnetprogramma De 5de Boog is tevens in Bokrijk gedraaid. In deze mysterieuze avonturenreeks moesten vijf jongeren een geheim oplossen.
- De film Marina (over het leven van Rocco Granata) met in de hoofdrol Matteo Simoni is ook grotendeels opgenomen in Genk.
- In de VTM-serie Spitsbroers (2015-2017) spelen broers Dennis en Alan Moerman de hoofdrol. Zij koesteren beiden dezelfde droom: profvoetballer worden bij KRC Genk. De serie werd voor een groot stuk opgenomen in en rond de Luminus-arena.

## Natuur en landschap
Genk is een sterk verstedelijkt gebied, waarvan de gehuchten sterk zijn uitgebreid en tot stadswijken zijn gegroeid. Door de mijnactiviteiten en de aanleg van spoorlijnen en autowegen is veel van het oorspronkelijke landschap verdwenen of versnipperd, doch een aantal natuurgebieden binnen het stadsgebied zijn nog aanwezig.
Genk ligt grotendeels op het Kempens Plateau, op een hoogte van ongeveer 80 meter. Hier waren vroeger heidevelden, die eind 19e eeuw werden beplant met voornamelijk naaldhout. De uitgestrekte bossen liggen vooral ten oosten van Genk en maken deel uit van het Nationaal Park Hoge Kempen. Hier vindt men het Domein Kattenvennen, waar zich, bij het Planetarium, één der toegangspoorten tot dit Nationaal Park bevindt. Ook binnen de stadsgrenzen liggen nog een aantal bosgebieden, waarvan de Melberg het meest bekend is. In het zuidoosten, bij de wijk Kolderbos, ligt het Zillebos. Ten oosten van Sledderlo vindt men nog het Hei- en Meibos, een naaldhoutgebied vlak bij de woonwijken, dat zich uitstrekt tot nabij Zutendaal. In het oosten van het stadsgebied bevindt zich het Arboretum van de Bret, in de wijk Bret-Gelieren.
Op het grondgebied van Genk, nabij Waterschei, ontspringt de Stiemerbeek, die in zuidwestelijke richting door het stadsgebied loopt en uiteindelijk uitmondt in de Demer. De Dorpsbeekvallei, een natuurgebied, bevindt zich langs de Dorpsbeek, die via het Molenvijverpark ten noorden van het Genk-Centrum in westelijke richting loopt en op de Stiemerbeek uitmondt.
Een andere belangrijke door mensenhand ontstane waterloop is het Albertkanaal. Aan dit kanaal ligt veel industrie en een haven.
Naar het zuidwesten toe gaat het Kempens Plateau, hier en daar met een steilrand, over in het lager gelegen gebied De Wijers. Dit is ongeveer 50 meter hoog en daalt verder in westelijke richting. Het is een veel vochtiger gebied en het wordt gekenmerkt door de aanwezigheid van veel visvijvers. Hier vindt men het Provinciaal Domein Bokrijk en het natuurgebied Het Wik. Ten noordoosten hiervan liggen de natuurgebieden Schemmersberg en Klotbroek. Naar het noorden toe sluiten deze gebieden aan bij het natuurgebied Teut, op het grondgebied van Zonhoven.
Ten zuidoosten van het Domein Bokrijk ligt het natuurgebied De Maten, evenals Bokrijk en Het Wik een vijvergebied.
Bij Zwartberg vindt men dan de Opglabbekerzavel, een droog heide- en naaldhoutgebied, dat weer aansluit op het gebied Klaverberg op het grondgebied van As.

## Mobiliteit
Genk ligt langs de autosnelweg E314, die Leuven en Aken verbindt. Genk heeft een station met een dagelijkse rechtstreekse treinverbinding met Hasselt, Leuven, Brussel en Gent, Brugge en Blankenberge, in de spits aangevuld met piekuurtreinen naar Hasselt en Brussel. Genk is een knooppunt van buslijnen met verbindingen vanuit Hasselt (Lijn 12, Lijn 36a, Lijn 36b, Lijn 44, Lijn 45 en de Campushopper) en Maastricht (Lijn 45).
Vliegveld Zwartberg (EBZW, voor de kleine luchtvaart) ligt ongeveer 6 km noordoostelijk van het centrum van Genk.

## Economie

### Winkelcentra

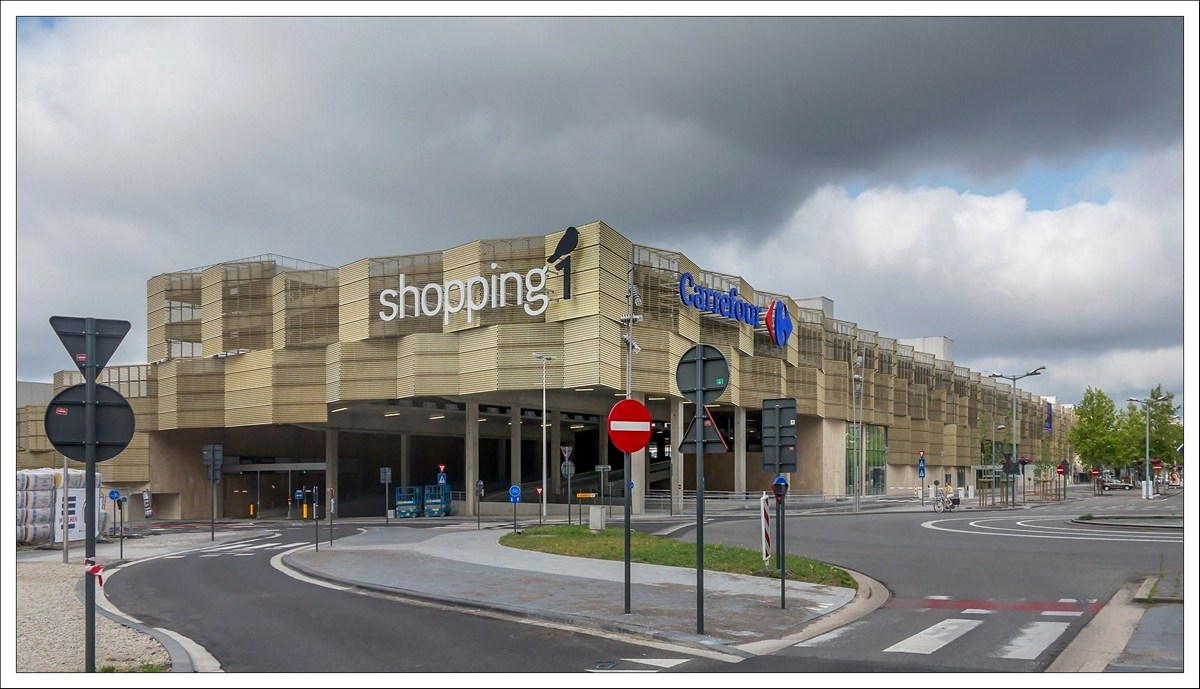
Shopping1 in Genk

Genk is de tweede winkelstad van Limburg. Vooral de drie winkelcentra (Shopping 1, 2 en 3) zorgen voor winkelaars. Shopping 1 werd geopend op 28 augustus 1968 en is het oudste winkelcentrum van België. Omdat het aantal winkeliers geleidelijk daalde, als gevolg van de stadsvernieuwing die de stad uitvoerde in haar centrum (heraanleg Europalaan en Dieplaan, opwaardering van de omgevingen rond de winkelcentra en de grootschalige bouwprojecten), besloot Genk om een nieuw stadsplein met 26 nieuwe winkelruimtes te bouwen.
De verbindingsweg Hasselt-Genk (de Hasseltweg) is de belangrijkste perifere handelsas. Tal van middelgrote detailhandels vestigden zich hier.
Niet alleen het centrum kent een concentratie aan winkels: de Vennestraat in Winterslag, de Stalenstraat in Waterschei en de Hoevenzavellaan in Zwartberg zijn eveneens handelsstraten, die ontstonden rond de vroegere mijnnijverheid. Naast de overal voorkomende winkels, treft men er multiculturele voedingszaken aan.

### Industrie
Inmiddels groeide Genk uit tot de derde industriestad van Vlaanderen en heeft de stad het grootste industriepark van Limburg in Genk-Zuid. Dit park heeft een oppervlakte van 15,87 km² waarvan het grootste deel in Genk ligt met uitlopers in de aangrenzende gemeenten Bilzen, Diepenbeek en Zutendaal. Enkele bekende bedrijven zijn Ford Genk (sloot in 2014), Nitto, Ugine & ALZ (onderdeel van Arcelor-Aperam), DSM en Elektriciteitscentrale Langerlo. Met 25.000 industriële arbeidsplaatsen (op een totaal van 40.000) in meer dan 300 bedrijven is Genk inmiddels de belangrijkste werkverschaffende industriegemeente van Limburg.
In oktober 2012 maakte Ford bekend de autofabriek in Genk te sluiten. Uiteindelijk sloot Ford Genk de deuren op 18 december 2014. De sluiting was een gevolg van overcapaciteit in Europa. De productie van de Ford Mondeo, de S-Max en de Galaxy ging over naar de Spaanse Ford fabriek in Valencia.
De vroegere steenkoolhaven van Genk, nu 'haven Genk', groeit snel. Er is een hoofdkwartier gebouwd en de overslag neemt toe. Na de mijnsluitingen gingen de activiteiten van de haven achteruit, maar door de industriële bedrijvigheid in de omgeving nemen de havenactiviteiten opnieuw toe.
Daarnaast maakt Genk deel uit van het Economisch Netwerk Albertkanaal.

## Sport
In de Eerste Klasse van het Belgisch voetbal speelt KRC Genk. De club speelt zijn thuiswedstrijden in de Cegeka Arena (22.764 plaatsen).
In de jaren 30 van de 20ste eeuw had ook Genk VV vijf seizoenen in de nationale reeksen gespeeld. Die club verdween in 1954 en werd een paar jaar later heropgericht als Genker VV. Ettelijke andere Genkse club spelen of speelden in de provinciale reeksen, zoals K. Zwartberg FC, K. Bokrijk Sport, Cobox 76, CSI Genk, FC Winterslag '88, Bregel Sport, Eendracht Termien, FC Turkse Rangers Waterschei, Euro-Afro Genk, SOS Boxbergheide Genk, Sporting Genk Zuid (voorheen AC Kolderbos) en Inter Sport Winterslag.
Koninklijke Volleybalclub Racing Wara Genk (afgekort: KVCR Genk) is de grootste volleybalclub in Genk. Ze speelt haar thuiswedstrijden in de eurassurhal in Genk. Op de plaats waar voetbalclub Bregel Sport vroeger haar thuiswedstrijden had. In het seizoen 2013-2014 speelt de A-ploeg heren in eerste nationale, de B-ploeg heren in tweede divisie en de C-ploeg heren in tweede provinciale. De vrouwenploegen spelen respectievelijk in derde en vierde provinciale. De club heeft ook een heel aantal jeugdploegen. Volleybal wordt in Genk onder andere ook gespeeld op recreatief niveau bij clubs Hoevoc Genk en Bret VC.
Nabij Genk is er een internationaal kartcircuit genaamd Karting Genk waar in 2011 en 2018 het Wereldkampioenschap karting werd gehouden.
Een andere vaste waarde in de Genkse sportwereld is de Koninklijke Atletiekclub Genk (opgericht in 1949). In 1950 werd de zetel van Waterschei AC gevestigd rond de steenkolenmijnen van Zwartberg en Waterschei (huidig KRC Genk voetbalstadion). Tegenwoordig gaan hun trainingen door op de piste van het Atlas College (T.I. Sint-Lodewijk). De atletiekclub trekt leden aan van binnen Genk maar ook daarbuiten.

## Bekende Genkenaren

### Ereburgers
- René Swartenbroekx[9] (2025) schrijver

## Stedenbanden
Sinds 2004 ging Genk een stedenverband aan met Francistown (Botswana). Op 3 juni 2004 werden beide steden zustersteden. Bij die gelegenheid werd een memorandum ondertekend waarin beide steden afspraken samen te werken aan een vriendschap waarin beide steden elkaar leren kennen, respecteren en ondersteunen.